# José Raydan
José Raydan is een gemeente in de Braziliaanse deelstaat Minas Gerais. De gemeente telt 4.412 inwoners (schatting 2009).

## Aangrenzende gemeenten
De gemeente grenst aan Peçanha, Santa Maria do Suaçuí, São José do Jacuri, São Pedro do Suaçuí en São Sebastião do Maranhão.